# Lahden Stadion
Lahden Stadion – stadion sportowy położony w Lahti, Finlandia. Swoje mecze na tym obiekcie rozgrywa zespół FC Lahti. Po gruntownej modernizacji w roku 2003, jego pojemność wynosi 14 465 miejsc (w tym około 7000 miejsc stojących). Obiekt jest własnością miasta Lahti.